# Stängelgemüse
Als Stängelgemüse werden verschiedene Gemüsearten bezeichnet, bei denen Stängel oder Sprossen als Gemüse verwendet werden. Beim Stängelgemüse wächst der Stiel meist über der Erde und trägt die Knospen, Blüten und Blätter. Die Blattstiele sind fleischig verdickt.
Vertreter dieser Gruppe sind beispielsweise Spargel, Stangensellerie, Stielmus, Rhabarber und Gemüsefenchel.